# Димитрије Вујић
Димитрије Вујић био је српски официр и пустолов из Хабзбуршке монархије из друге половине XVIII стољећа, са подручја данашње сјеверне српске покрајине Војводина. Национални сањар, желио је да обнови угашену средњовјековну српску државу. Црна Гора као једини слободни дио српског етничког простора у Османском царству требало је да буде центар одакле би таква општесрпска акција требало да буде покренута; као важна историјска личност допринио је и идеји развитка свјетовне власти у Црној Гори.
Каријеру је почео као официр у војсци пољског краља Станислава Августа Поњатовског; када је Пољска коначно збрисана са политичке карте Европе диобама Русије, Пруске и Хабзбурга 1795. године, емигрирао је у Француску, у чијој војсци је постао генерал-мајор. У француској војсци био је задужен да по балканским земљама прикупља добровољце који би се прикључили Француској револуцији и њеној борби.
У самој Црној Гору боравио је два пута. 1792. када је покушао да врбује најамнике за контрареволуционарне снаге француског племства против буржоазије, ја други пут 1795. године, представивши се као да га је Порта поставила за књаза Црне Горе, са дужношћу да организује армију бројну 25.000 људи и влада али под османским протекторатом. Дугогодишњи познаник владике Петра I Петровића Његоша, тада је дошло до сукоба са владиком и тако је дошло до засиједања збора на Стањевићима 22. марта 1799. на коме је одлучено да се Вујић протјера из Црне Горе, зато што је иступао као да је са санкцијом Турака Османлија и уз њихову подршку. Вујић је побјегао у Хабзбуршку монархију и тамо провео остатак свог живота.